# ديف كوبر (لاعب اتحاد الرغبي)
ديف كوبر (بالإنجليزية: Dave Cowper)‏ هو لاعب اتحاد الرغبي أسترالي، ولد في 28 ديسمبر 1908 في Mosman, New South Wales ‏ في أستراليا، وتوفي في 5 ديسمبر 1981.